# مانتین پاین (آرکانزاس)
مانتین پاین (آرکانزاس) (به انگلیسی: Mountain Pine, Arkansas) یک شهر در ایالات متحده آمریکا با جمعیت ۷۷۲ نفر است که در آرکانزاس واقع شده‌است.

## موقعیت جغرافیایی
موقعیت جغرافیایی شهرها و مناطق اطراف به شرح زیر است: